# Pino Colizzi
Pino Colizzi (n. 12 noiembrie 1937, Roma, Regatul Italiei) este un actor italian de teatru, televiziune și film.

## Viața și cariera
Născut sub numele de Giuseppe Colizzi la Roma, și-a început cariera de actor pe scena de teatru și în anul 1960 a obținut primul său rol major, interpretând rolul titular în adaptarea cinematografică prost primită de public a romanului Tom Jones. Cariera lui a devenit mai proeminentă în anii 1970 și începutul anilor 1980, când a jucat în mai multe filme de cinema și filme de televiziune de succes. Începând cu anii 1980 Colizzi și-a concentrat activitatea artistică pe dublajul de voce.

## Filmografie
- Labbra rosse (1960)
- 24 ore di terrore (1964)
- Metello (1970) - Renzoli
- Chronicle of a Homicide (1972) - inspectorul Alberto Cottone
- Winged Devils (1972) - Hauptmann Bergamini
- Black Turin (1972) - Mancuso (voce, necreditat)
- Italian Graffiti (1973) - Salvatore Mandolea
- I Kiss the Hand (1973) - Massimo D'Amico
- Il comune senso del pudore (1976) - Tiziano Ballarin
- L'ultima volta (1976) - director de bancă
- Il medico... la studentessa (1976) - dr. Filippo Cinti
- The Bishop's Bedroom (1977) - Marco Maffei (voce, necreditat)
- Bermuda: Cave of the Sharks (1978) - Enrique
- Brothers Till We Die (1978) - comisarul Sarti
- Vai avanti tu che mi vien da ridere (1982) - comisarul Giannetti
- Notturno (1983) - cpt. Corti
- Crime in Formula One (1984) - Martelli
- Salomè (1986) - Irod (voce)
- Volevo i pantaloni (1990) - Zio Vincenzino
- Dicembre (1990) - Alberto / Eduardo
- La fine dell'intervista (1994) - Giacomo Manconi
- Tea with Mussolini (1999) - Dino Grandi
- Sei come sei (2002) - directorul închisorii („Una specie di...”)
- Holy Money (2009) - Giacomo
- Alaska (2015) - Alfredo Wiel (ultimul său rol în film)

## Legături externe
- Pino Colizzi la Internet Movie Database